# Гейлс, Уэстон
Уэстон Спайс Гейлс (англ. Weston Spies Gales; 5 ноября 1877, Элизабет, штат Нью-Джерси — 21 октября 1939, Портсмут, штат Нью-Гэмпшир) — американский органист и дирижёр. Правнук журналиста и издателя Джозефа Гейлса, внучатный племянник мэра Вашингтона Джозефа Гейлса-младшего.
Начал занятия музыкой в хоре мальчиков в церкви Святого Иоанна в своём родном городе под руководством хормейстера Джеймса Хелфенстайна (1878—1953), затем вместе со своим наставником перебрался в нью-йоркскую Церковь всех ангелов. Окончил Йельский университет (1898), ученик Сэмюэла Сэнфорда (фортепиано), Гастона Детье (орган) и Горацио Паркера (теория музыки); учился вместе с Чарльзом Айвзом. Служил органистом в церкви Святого Варнавы в Эрвингтоне (1899—1902), затем вернулся в Нью-Йорк как органист церкви Христа. В 1908—1912 гг. работал в Епископальной церкви Иммануила в Бостоне, где завоевал известность ежегодными сериями концертов в дни Великого поста, программы которых целиком посвящались органным сочинениям и транскрипциям одного композитора, от Рихарда Вагнера до Клода Дебюсси. Совершенствовал своё исполнительское мастерство в Париже под руководством Шарля Мари Видора (1908) и Луи Вьерна (1912). Работал также как хормейстер детских хоровых коллективов для концертов нью-йоркского Общества ораторий и бостонского Общества Святой Цецилии.
В 1913 году, решив начать дирижёрскую карьеру, отправился в Европу, где дирижировал оркестрами в Гамбурге, Нюрнберге и Мюнхене; «Новая музыкальная газета» отметила хорошее взаимодействие молодого дирижёра с оркестром и проникновение в индивидуальность каждого исполняемого композитора. Вернувшись в США в декабре 1913 года, прочитал в газете о том, что в Детройте не хватает своего оркестра, после чего отправился в этот город. Благодаря мюнхенскому знакомству с благотворительницей Мэри Троубридж (1865—1928), представительницей одного из главных детройтских благородных семейств, правнучкой Чарлза Троубриджа, молодой дирижёр был принят в Детройте другой благотворительницей, Фрэнсис Уайтс Сибли (1867—1958), внучкой первого мэра Детройта Соломона Сибли, и уговорил её собрать комитет для финансовой поддержки нового оркестра. Уже в январе 1914 года этот оркестр дал первое приватное выступление, а 19 ноября состоялся его первый публичный концерт; приняв название Детройтский симфонический оркестр, этот коллектив восстановил преемственность по отношению к предыдущему одноимённому оркестру, действовавшему в Детройте в 1887—1910 гг. Гейлс руководил оркестром в течение трёх сезонов и ушёл в отставку перед началом четвёртого, в декабре 1917 года — как утверждалось, для того, чтобы на фоне кризиса финансирования, вызванного вступлением США в Первую мировую войну, дать оркестру возможность пригласить более звёздного руководителя.